# Åh vad jag älskade dig just då
Åh vad jag älskade dig just då utkom 1998 och är ett studioalbum av det svenska dansbandet Lotta Engbergs. Albumet nådde 22:e plats på den svenska albumlistan. Titelspåret, som vann 1997 års upplaga av meloditävlingen Dansbandslåten, släpptes även på singel, med Om jag bara kunde, som B-sida.

## Låtlista
| Nr  | Titel                                                            | Låtskrivare                                            | Längd |
| --- | ---------------------------------------------------------------- | ------------------------------------------------------ | ----- |
| 1.  | "Om jag bara kunde"                                              | Roland Andersson, Janet Jensen                         | ?     |
| 2.  | "Åh, vad jag älskade dig just då"                                | Bo Fransson, Kristina Morgärds                         | ?     |
| 3.  | "En plats i mitt hjärta"                                         | Tony Westland, Camilla Andersson                       | ?     |
| 4.  | "Hatten av för farmor" ("Hatten af for farmor")                  | Carsten Warming, Hilda Heick, Keld Heick, Janet Jensen | ?     |
| 5.  | "Om du stannar kvar"                                             | Henrik Sethsson, Jaana Sethsson                        | ?     |
| 6.  | ""Ta mig med till världens ände" ("Ta mig med til verdens ende") | Søren Bundgaard, Keld Heick                            | ?     |
| 7.  | "Tre röda smultron"                                              | Peter Bergqvist, Hans Backström                        | ?     |
| 8.  | "Var rädda om kärleken"                                          | Elisabeth Lampert, Janett Jensen                       | ?     |
| 9.  | "Ta mig me'"                                                     | Thorleif Östmoe, Camilla Andersson                     | ?     |
| 10. | "Du och jag"                                                     | Henrik Sethsson                                        | ?     |
| 11  | "Vilken härlig morgon"                                           | Martin Rahmberg, Carl Lösnitz                          | ?     |
| 12. | "Mitt hjärta tillhör dig"                                        | Tommy Kaså                                             | ?     |
| 13. | "Nånting è på gång"                                              | Thomas G:son, Tony Johansson                           | ?     |
| 14. | "Jag vill vara din vän"                                          | Pernilla Emme-Alexandersson                            | ?     |

## Listplaceringar
| Lista (1998) | Topplacering |
| ------------ | ------------ |
| Sverige      | 22           |